# Кизиярский ручей
Кизиярский ручей — ручей в городе Мелитополе на Украине, правый приток реки Молочной (бассейн Азовского моря).

## Происхождение названия
Ручей течёт через балку, также называемую Кизиярской. В конце XIX века мелитопольский помещик Пётр Дзякович записал такую ногайскую легенду о происхождении этого названия:

Давным-давно, ещё до прихода татар в Крым, в балке Киз-Яр, которая в то время была покрыта лесом, жило племя женщин-амазонок. Воительницы были храбрыми, хорошо стреляли из лука, рубились мечом, ездили верхом и часто в сражениях побеждали мужчин соседнего племени. Пленные становились мужьями амазонок. Их судьба была тяжелым испытанием: чёрная работа, частые травмы, а когда избранником были недовольны — его убивали. Из новорожденных в живых оставляли только девочек. Руководила амазонками, водила их в бой прекрасная девушка-воительница. Так было до тех пор, пока она не попала в плен. Она влюбилась в царевича мужского племени, но не захотела подчиниться общей участи всех женщин и выйти замуж. Выкупив себя, царица вернулась в родное племя, но не смогла перебороть свою любовь. Она собрала всех своих соплеменниц и приказала сжечь себя на костре. С тех пор и появилось название балки Киз-Яр ('киз' — 'девушка', 'яр' — 'балка').

Легенды об амазонках, живших на территории Мелитополя, нашли подтверждение в 1948 году, когда на территории силикатного завода, находящегося как раз в Кизиярской балке, было найдено захоронение женщины-воительницы. Её голова была украшена золотой диадемой, на груди, руках и ногах также были драгоценные украшения, а рядом находились меч, котёл и конское седло, украшенное накладными золотыми бляхами.

## Описание
Ручей начинается между улицами Сопина и Осипенко. Течёт на юг, а затем — на восток, по глубокой Кизиярской балке. Впадает в Молочную реку на окраине города, возле Бердянского моста на Интеркультурной улице.
Вдоль правого берега ручья идут улицы Сопина, Гетмана Сагайдачного и Покровская, вдоль левого берега — улица Осипенко, 1-й и 2-й Силикатные переулки, Силикатная и Селянская улицы. В основном, к ручью сходятся огороды частного сектора.
Через ручей переброшено 5 мостов:
- тропа между улицей Героев Сталинграда и улицей Сопина (пешеходный)
- Балковский переулок (пешеходный)
- проспект 50-летия Победы (автомобильный)
- тропа между улицей Михаила Грушевского и Селянской улицей (пешеходный)
- улица Александра Довженко (автомобильный)

## Экология
Русло ручья приходится регулярно очищать от камыша и мусора, чтобы избежать паводков после таяния снега. Обычно работы проводятся в январе-феврале. Для борьбы с подтоплением грунтовыми водами, в 2011—2013 годах была проведена более масштабная расчистка ручья. На отдельных участках его русло было углублено на 2 м.

## Галерея
|                                                  |                                                |                                             |                                                                 |
| Начало ручья                                     | Ручей за гаражным кооперативом на ул. Осипенко | Вид с моста за ул. Героев Сталинграда       | Ручей около Балковского переулка; слева — завод стройматериалов |
|                                                  |                                                |                                             |                                                                 |
| Вид на балку и ручей с проспекта 50-летия Победы | Вид с моста на ул. Александра Довженко         | Ручей под мостом на ул. Александра Довженко | Заросли в месте впадения ручья в Молочную реку                  |